# Siti Nurhaliza
Siti Nurhaliza, właśc. Siti Nurhaliza binti Tarudin (ur. 11 stycznia 1979 w Kampung Awah) – malezyjska piosenkarka.

## Życiorys
Zaczęła śpiewać w wieku 12 lat. Jej kariera nabrała tempa wraz z wygraniem konkursu talent show na antenie Radio Televisyen Malaysia w 1995 roku. Wówczas podpisała kontrakt z wytwórnią Suria Records, a w 1996 roku wydała swój debiutancki album pt. Siti Nurhaliza, który umocnił jej pozycję na malezyjskiej scenie muzycznej.
Jest jedną z najpopularniejszych malezyjskich piosenkarek. Szeroką rozpoznawalność zdobyła również w sąsiedniej Indonezji.
Na swoim koncie ma szereg różnych nagród, zarówno krajowych, jak i zagranicznych. Są wśród nich m.in. Popular Star Award, Anugerah Juara Lagu, MTV Asia Awards, SCTV Music Awards, Anugerah Musik Indonesia.

## Dyskografia
Źródło:
Albumy studyjne
- 1996: Siti Nurhaliza I
- 1997: Siti Nurhaliza II
- 1997: Cindai
- 1998: Adiwarna
- 1999: Pancawarna
- 2000: Sahmura
- 2001: Safa
- 2002: Sanggar Mustika
- 2003: E.M.A.S
- 2003: Anugerah Aidilfitri
- 2004: Prasasti Seni
- 2006: Transkripsi
- 2007: Hadiah Daripada Hati
- 2008: Lentera Timur
- 2009: Tahajjud Cinta